# Даніел Пуділ
Даніел Пуділ (чеськ. Daniel Pudil, нар. 27 вересня 1985, Прага) — чеський футболіст, лівий захисник, півзахисник англійського клубу «Вотфорд».
Насамперед відомий виступами за бельгійський «Генк», а також національну збірну Чехії.
Дворазовий чемпіон Чехії. Володар Кубка Бельгії. Чемпіон Бельгії. 

## Клубна кар'єра
У дорослому футболі дебютував 2003 року виступами за команду клубу «Хмел», в якій провів один сезон, взявши участь у 11 матчах чемпіонату. 
Згодом з 2004 по 2008 рік грав у складі команд клубів «Слован» (Ліберець) та «Славія» (Прага) (у празькій команді провів на умовах оренди сезон 2007-08). У складі кожної з цих команд ставав чемпіоном Чехії.
2008 року привернув увагу представників тренерського штабу клубу «Генк» і перейшов до складу цієї бельгійської команди. Відіграв за команду з Генка наступні 3,5 сезони своєї ігрової кар'єри. Більшість часу, проведеного у складі «Генка», був основним гравцем команди. Вигравав з «Генком» чемпіонат Бельгії та розіграш Кубка країни.
В січні 2012 року було досягнуто домовленості про перехід Пуділа до іспанської «Гранади», з якою чех підписав контракт на термін 5,5 років. Відразу ж було також домовлено, що весняну частину європейського футбольного сезону 2011-12 гравець проведе в італійській «Чезені» на умовах оренди.

## Виступи за збірні
2004 року дебютував у складі юнацької збірної Чехії, взяв участь у 8 іграх на юнацькому рівні.
Протягом 2004–2007 років  залучався до складу молодіжної збірної Чехії. На молодіжному рівні зіграв у 16 офіційних матчах, забив 1 гол.
2007 року дебютував в офіційних матчах у складі національної збірної Чехії. Наразі провів у формі головної команди країни 32 матчі, забивши 2 голи.

## Титули і досягнення
- Чемпіон Чехії (2):

«Слован»:  2005–06
«Славія»:  2007–08
- Володар Кубка Бельгії (1):

«Генк»:  2008–09
- Чемпіон Бельгії (1):

«Генк»:  2010–11
- Володар Суперкубка Бельгії (1):

«Генк»:  2011